# Динсдорф-Радлов
Динсдорф-Радлов (њем. Diensdorf-Radlow) општина је у њемачкој савезној држави Бранденбург. Једно је од 38 општинских средишта округа Одер-Шпре. Према процјени из 2010. у општини је живјело 541 становника. Посједује регионалну шифру (AGS) 12067112.

## Географски и демографски подаци
Динсдорф-Радлов се налази у савезној држави Бранденбург у округу Одер-Шпре. Општина се налази на надморској висини од 45 метара. Површина општине износи 9,3 km². У самом мјесту је, према процјени из 2010. године, живјело 541 становника. Просјечна густина становништва износи 58 становника/km².